# 安戸 (東秩父村)
安戸（やすど）は、埼玉県秩父郡東秩父村の大字。郵便番号は355-0374（小川郵便局管区）。

## 地理
東秩父村東部に位置する。北辺で比企郡小川町勝呂・木部・笠原・飯田・増尾と、東部で比企郡小川町腰越と、南西で御堂と、西で奥沢と隣接する。ただし北辺の殆どは官ノ倉山の稜線にあたり車両の通行は不可能である。小字は宿・小滝・町北・大都・帯沢・在家が挙げられる。槻川沿いに東西を貫く 県道11号線が東側で安戸橋を渡り小川町へ通じている。県道沿いと帯沢川・入山沢の谷あいに集落が散在する山村である。槻川沿いには狭い谷底平野がみられ、水田が作られている。

### 河川
- 槻川 - 都幾川最大の支流。
- 帯沢川
- 入山沢

### 山岳
- 官ノ倉山 - 標高344 m。

## 歴史
古くは平安時代に成立した大河原郷玉川領武光荘に属したと言われる。縄文時代中期の集落跡である能気神社前遺跡、武州松山城城主であった武蔵七党・上田氏の家老山田伊賀守の居館と伝えられる山田館跡が残る。
室町時代には生糸・和紙などを産し、鉢形城全盛の16世紀中葉には五十日（5と0が末尾に付く日）には六斎市が立ったとされる。江戸時代に入ったのち衰微し、享保年間には市も廃された。化政期には12月25日のみ市がたったとされる。
江戸期初めは天領だったが寛政10年（1798年）より一部が旗本亀井氏の知行となり、天領分は文政10年（1827年）より館林藩領、弘化3年（1846年）より川越藩領、慶応3年（1867年）の前橋帰城により前橋藩領となった。『武蔵田園簿』による村高は332石余、他に紙舟役1貫50文、「元禄郷帳」によれば403石余、「天保郷帳」では406石余。『旧高旧領取調帳』では秩父郡代・木村飛騨守支配として293石余が、上州前橋藩領として102石余が、聖岩寺領として5石余が、上品寺領として5石が計上されている。
安戸村は分水嶺の東側にあるが秩父郡の郡管に属する外秩父十五ヶ村のひとつに数えられている。明治時代に入って1884年（明治17年)には連合戸長役場制により、安戸村は奥沢村・御堂村と共に秩父郡御堂村連合戸長役場区域に属した。後の1889年（明治22年）4月1日、町村制施行に伴いこの秩父郡御堂村連合戸長役場区域の3ヶ村は合併して大河原村となり安戸村は大河原村の大字安戸となった。戦後の1956年（昭和31年）には大河原村が槻川村と合併し東秩父村を新設、東秩父村の大字となった。昭和22年のキャサリン台風で被害を受けた。

### 地名の由来
山路を出たところにある休み場を意味する「休戸」を安戸と書くようになったことに由来する。

### 沿革
- 1798年（寛政10年） - 一部が天領から旗本亀井氏の知行となる。
- 1827年（文政10年） - 天領分が館林藩領となり、館林藩と旗本亀井氏の相給となる。
- 1846年（弘化3年）- 川越藩と旗本亀井氏の相給となる。
- 1867年（慶応3年）- 川越藩主松平直克の前橋帰城により、前橋藩と旗本亀井氏の相給となる。
- 1868年（明治元年）6月17日 - 廃藩置県により岩鼻県に所属、岩鼻県秩父郡安戸村となる。
- 1871年（明治4年）
  - 10月28日 - 第1次府県統合により岩鼻県が廃止され、群馬県に編入。
  - 11月14日 - 群馬県の旧岩鼻県で旧武蔵国に当たる地域が入間県に編入、入間県秩父郡安戸村となる。
- 1872年（明治5年）10月10日 - 大区小区制の施行により第六大区第八小区に属する
- 1873年（明治6年）6月15日 - 入間県が群馬県と合併し、熊谷県となる。大区小区は南第六大区第八小区に属した。
- 1876年（明治9年）8月21日 - 第2次府県統合により、埼玉県の管轄となる。
- 1878年（明治11年）- 郡区町村編制法により大区小区が廃止され秩父郡に属する。
- 1889年（明治22年）4月1日 -  町村制施行により、秩父郡大河原村の大字安戸となる。
- 1956年（昭和31年）8月1日 - 大河原村が槻川村と合併し東秩父村を新設、東秩父村の大字となる。

## 世帯数と人口
2015年（平成27年）10月1日現在の世帯数と人口は以下の通りである。
| 大字 | 世帯数  | 人口  |
| ---- | ------- | ----- |
| 安戸 | 254世帯 | 717人 |

## 交通

### 鉄道
地内に鉄道は引かれていない。下記バス路線を使って小川町駅が利用できる。

### バス
- イーグルバス - 東秩父路線

### 道路
- 埼玉県道11号熊谷小川秩父線

## 施設
- 東秩父郵便局 - 旧称大河原郵便局[4]
- 宿集落農業センター
- 帯沢集落センター
- 高齢者生きがいセンター
- 上品寺 - 安戸168。新義真言宗の寺院[4]。
- 聖岩寺 - 曹洞宗の寺院[4]。御朱印及び山門の額が村指定文化財となっている[4]。
- 能気神社
- 身形神社
- 天神社
- 入山浄水場
- 帯沢浄水場
- 安戸グラウンド
- 県営東秩父安戸団地